# Missione coccodrillo
Missione coccodrilli è un film statunitense-australiano del 2002 diretto da John Stainton.
Il film è basato sulla serie televisiva documentaristica e d'avventura The Crocodile Hunter, che vede protagonisti Steve Irwin e Terri Irwin.